# Eric Sackey
Eric Ato Sackey (n. 20 august 1987, Accra) este un fotbalist ghanez.